# 宇宙賃貸サルガッ荘
『宇宙賃貸サルガッ荘』（うちゅうちんたいサルガッそう）はTAGROによる日本の漫画作品。
1999年、アンソロジー『キュートプラス』（コアマガジン）にパイロット版が掲載された後、『月刊Gファンタジー』（エニックス（現スクウェア・エニックス）刊）2001年7月号から2005年5月号まで連載された。単行本は全5巻。
ジャンルはSF四畳半コメディ。タイトルはサルガッソ海に由来し、ストーリーはタイトルの後付け。
次回作『変ゼミ』のヒットを受け、2009年-2010年に講談社から全4巻で新装版が発行。各巻に新作描き下ろしエピソードも掲載された。

## あらすじ
主人公テルは汎銀河軍の宇宙戦闘機パイロットだったが、都市伝説と思われていた一度入ったら二度と出られないサルガッソー（宇宙船の墓場）に遭難し、魔女と名乗るメウに助けられる。メウと「テルの曽祖父」の過去の証言を総合すると、「テルの曽祖父（＝アル）」は一度はサルガッソーに遭難するも、自力で元の宇宙に戻れたということが分かり、テルのサルガッソー脱出計画が始まる。

## 舞台設定
サルガッソー
宇宙のほぼ全域に伝わる都市伝説。出られないというほかに「魔女が軍隊を作り、最終戦争に備えている」などの派生話がある。
沙流我荘
サルガッソーの中にある小惑星に建てられた安普請のアパート。メウはここの管理人でもある。
戦争
汎銀河人（＝テラン）とステラコドランは長い間戦争をしている。

## 登場人物
テル＝テク＝カッキー
物語の主人公で、汎銀河軍の兵士。5号室在住。戦闘機による任務中に被弾して遭難、サルガッソーに迷い込む。沙流我荘の一員となり徐々に暮らしにも慣れ他の遭難者とも打ち解けていくが、サルガッソーからの脱出の考えは捨て切れていない。主にツッコミ役でサルガッソーの住民の中ではまともなため、「（とりえは）主人公だし」「ヤツからそれ（主人公）を取ったら何も残らない」などと陰で言われることも。
メウ
百年前からサルガッソーに居るというサルガッソーの魔女で、沙流我荘の管理人。管理人室在住。サルガッソーで遭難した人々を救助するため、サルガッソーに自らの精神状態に同調したアパート「沙流我荘」を作った。箒で空を飛ぶことができるなどの魔女らしい能力の他、セクハラ行為を受けると相手ともども沙流我荘の風呂場にワープする妙な能力を持つ。70年前にサルガッソーを脱出したアルのことを今でも心に思っている。貧乳なのを気にしている模様。
「原形」として、作者が挿絵を描いた『小学三年生』に掲載されていた小説「ちあき電脳探てい社」のキャラクター、鷹坂ちあきが挙げられていたが、作者本人により、後日訂正されている。
スイ＝ホウ＝テン
テルと同郷のじゃじゃ馬娘。2号室在住。王位継承権は33位で女王の座に近いわけではないが、れっきとした王族出身。自他共に認めるレズで、特にメウには常に並々ならぬラブコールを送っている。テルとメウのものを中心に、色々な厄介事に首を突っ込む。
リコ＝ルリシマ
サルガッソーの謎を解くためにサルガッソーにやってきた博士君。6号室在住。基本的には冷静沈着で口調も慇懃な科学者気質の人間だが、その一方で常にどこか飄々としたユーモアを含んだ態度を取る。サルガッソーにおける科学的研究を一手に引き受けている。
キティ＝デ＝ペッパー
スタイルのいい女性。3号室在住。過去にはバーテンをやっていた。姉御肌のさばさばした性格だが、それ以上に非常にだらけたところがあり、生活は怠惰そのもの。夜行性で酒もタバコも好きと、不健康きわまりない。壊れた水産試験船で魚を育てている。
単行本2巻にも掲載されている同作者のバニーガール剣士漫画「Bunny's High!」のキャラクターが原形。
ロロ（ロリロルロゥウェ）
4本腕のステラコドラン（宇宙人）。4号室在住。顔に似合わぬ人格者で、本来なら軍事的に敵同士であるテルに対してもそういった方面の敵対心は全く持ち合わせていない。ただロリコンの気があり、アサに対してやたらと世話を焼こうとする。壊れた宇宙船内で農業をしている。
アサ＝アサコ
漬物作りが趣味の女の子。1号室在住。リコを上回る天才的頭脳の持ち主で、小学校や中学校にも行かずに大学に通っていたほど。「頭がよすぎて」当て字だらけの変な言葉を話す。人見知りがちでいつもオドオドしながら会話するが、眼鏡をかけると途端にきびきびとして口調もまともになる。
アヴェ
テルが乗っていた戦闘機「AVE」（エイヴ）に搭載されたAIをメウの魔力とリコの科学技術によってアンドロイドに移された人間形態。頭のアンテナを引っ張ると戦闘機形態に戻る（その後、自分では1週間アヴェには戻れない）。極めて事務的なエイヴと違い軟派な性格で、生まれてすぐにアサと出会って「女の子は柔らかくていい匂いがする」ことを知ってしまったため、女好き。命名はメウによるもの。
アル＝チャム＝カッキー
テルの曽祖父で、70年前にテルと同様にサルガッソーに迷い込んだ。当時のアルは髪型以外はほとんど現在のテルと同じ姿で、サルガッソーにて当時のメウと出会い、そして唯一サルガッソーを脱出した。現在はそのころの面影はなく、ボケの進行した老人となり、淫乱魔女の住むサルガッソーを脱出したという事実半分間違い半分の自慢話をしてサルガッソーを信じない家族をうんざりさせている。
ビル＝ウィル＝カッキー
テルの父親。
スヴェン、マイセン、マッコイ、ルッカ
テルの戦友。

## サブタイトル
サブタイトルには作者の愛好する曲名が元ネタとなっているものが多い。
1巻
一畳 新しい伝説（前）
一畳半 新しい伝説（後）
二畳 ヌカよろこび
三畳 アルとテル（前）
四畳 アルとテル（後）
四畳半 宇宙賃貸サルガッ荘（パイロット版）
Don't Trust Anyone Over Thirty.
2巻
五畳 沙流我荘（サルガソウ）で桜想（サクラソウ）
六畳 耕野の決闘/荒野の決闘
七畳 パブロフの犬
八畳 君の名は
九畳 野良の姫 (stray princess)
十畳 Green Earring
十一畳 颱風グラフ
描き下ろし 3と33の物語<前編>
Bunny's High! (Don't Trust Anyone Over Thirty.内で田口イエスタディ名義の形になっている)
3巻
十二畳 Love on a farmboy's wage
十三畳 ワタシハオウム
十四畳 アル日 雪の中
十五畳 戦闘機械は電気按摩の夢を見るか？
十六畳 Be AVEle To Be AVE
十七畳 ABSOLUTE EGO 男子
十八畳 君よ、オレで変われ
Don't Trust Anyone Over Thirty.
十九畳 桜と誕生日
3と33の物語<後編>
4巻
二十畳 シーサイド・シークェンス/seaside sequence
二十一畳 And you may help me
二十一畳半 Rのトランク/trunk
二十二畳 難破船のローナー（前）/loner
二十三畳 難破船のローナー（後）
二十四畳 ジェニーはご機嫌イタリック/italic
二十五畳 発覚
二十六畳 Suite Her Very Fine
二十七畳 スカーレットの誓い/scarlet
Don't Trust Anyone Over Thirty.
5巻
二十八畳 波浪、波浪/（hallo）
二十九畳 S/W
三十畳 Two Mage Cooks In The Kitchen
三十一畳 Drop The Face
三十二畳 Soul Eater
三十三畳 Short Visit
三十四畳 Come and Go
三十五畳 Witch & Women
三十六畳 からまわる世界
Don't Trust Anyone Over Thirty.

## 講談社版の新作描きおろし

### 1巻 心の空き部屋
15P。テルが迷い込む以前のサルガッ荘の日常。

### 2巻 Bridge Over Troubled Space
28P。サルガッ荘に迷い込む直前のロロの物語。

#### 登場人物
アラノレイウ
ステラコドランのワラワヘム（サルガッソー）研究員。※デブ
ホウイックラン
同上。※トンガリ
ヂスチスワガン
同上。※ヒゲ
メラスコニーヴェ
調査艇パイロット。
ロリロルロゥウェ
同航法士。
タジルアラスキ
ステラコドラン戦闘艦艦長
バラック＝マン
輸送船船長。
ダルー＝カタリ
輸送船クルー。
ターニャ＝クルバンスク
同上。
アッキーム＝バザラム
同上。

#### ステラコドラン人について
ステラコドラン人は幼体のうちは上の二本の腕（陽腕）しかない。脱皮をする度に成長していくが、これを毛期という。8毛期まである。稀に長寿で9毛期を迎える者もいて、師父として尊ばれる存在になる。師父は一族の名付け親になることが多い。
社会内の地位はいつ陰腕（下の二本の腕）が生えるかで決定される。標準は4毛期。5毛期からは「腕遅れ」とされ、基本的に生涯の地位は低くなる。ロロは5毛期。
脱皮とともに突然生えてくるわけではなく、脱皮の前には肘を曲げた状態の組織が脇腹の部分に隆起している（オエ〜）。これを人前に晒すのは大変恥ずかしいこととされる。
稀に脱皮しても隆起の状態で次の毛期まで腕として機能しない者もいる。地位のために外科処置で無理矢理腕化する場合が多いが、陰腕の発達が知能や体力に影響するために、結局能力の低い成体になる可能性が高い。ロロも4毛期の脱皮で腕化しなかったのだが、次の毛期を待ったので正常（むしろかなり優秀）に発育した。
ステラコドラン人はなんと雌雄同体。というか雄しかいない。8毛期を過ぎた成体は子供を産むことが出来る。その時期はコントロールできない。ロロもそのうち産むかもしれない…。生殖器はあるが生殖機能はない（快感は、ある）。
ものすご〜く大昔には雌もいたのだが、本星を失い流浪の民になってからは戦闘種族ということもあってか、力の秀でた雄だけで繁栄できるように進化していったのだという節が有力。現在は「巣」と呼ばれる巨大なコロニー船を繁栄の基盤にしている。巣は巨大な星間船でもあり、いくつもある。
本能的に雌的なモノ（力が弱かったり可愛かったり）を愛でる感覚が残っていて、ペットを飼うことが文化として根づいている。だからどのようにペットを愛玩するかが文化としての高尚さに繋がっている。早い話がどれだけハァハァできるかってこと（生殖器はだから文化に対して用いられる器官なのだ）。
寒さにはめっぽう弱い。一方で真空に数時間耐えられる身体の構造を持つ。血の色は赤い。
-- Bridge Over Troubled Space 備考 

### 3巻 Sitz der Seele
15P。十七畳でリコが指摘したAVEの人格コピーに纏わる物語。タイトルはドイツ語で「魂の座」を意味する。

#### 登場人物
イナガ博士（マキ）
人工有機脳による戦闘支援システム開発の責任者。
カニ
イナガ博士の部下。
ゴト
限定的人格を備えたAIとして構築され、その後7年かけてOSを自立生成した。実際にはAIではなく、10年前に亡くなったイナガ博士が愛した人物をベースにしている。軍への納品時にイナガ博士の協力者によりゴトの人格部分は消去され、ダミーの人格と入れ替えられた。

### 4巻 四畳半宙（あとがき）
4P。その名のとおり、後書き漫画。